# Squire Fridell

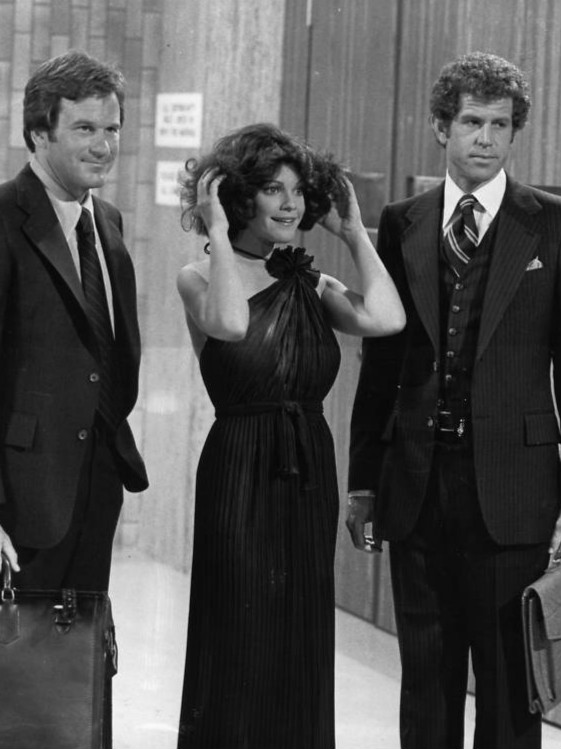
Tridell, 1977

Squire Fridell (Oakland, 9 de fevereiro de 1943) é um escritor, diretor, produtor e ator norte-americano